# Prästexamen
Prästexamen eller sacerdotalexamen föreskrevs för prästerlig tjänst i Sverige genom 1571 års kyrkoordning och reglerades närmare i 1686 års kyrkolag.

## Ursprungliga examensfordringar
Kyrkolagen föreskrev att prästexamen hölls av domkapitlet och omfattade humanistiska och teologiska läroämnen. Något krav på högre teologiska studier existerade inte vid denna tid. Sedan det från 1750-talet blev vanligare att blivande präster någon tid studerade vid universitetet, avlades dock fortfarande ingen annan teologisk examen än den examen theologicum som var obligatorisk för alla juris, medicine och filosofie studerande. Professor i filosofi, juridik och medicin med prästerliga prebenden prästvigdes dock utan prästexamen efter 1750, liksom teologie professorer efter 1798.

## Sverige
I Sverige föreskrevs 1831 krav på avlagda examina i teoretisk och praktisk teologi (dimissionsexamen) före prästexamen. 1877 föreskrevs som krav för inträde vid teologisk fakultet avlagd filosofie kandidatexamen eller teologisk-filosofisk examen. Som en följd därav bestämdes 1884 att prästexamen endast skulle omfatta de teologiska disciplinerna. 1889 avskaffades prästexamen för de som avlagt teologie kandidat- eller högre teologisk examen.
För att bli vigd till präst i Svenska kyrkan krävs idag, att man har blivit godkänd av domkapitlet i prästexamen. Innan dess skall teologie magisterexamen (240 högskolepoäng innehållande Svenska kyrkans kursfordringar) ha avlagts och 15 högskolepoäng övrigt i teologi (=255 högskolepoäng sammanlagt) avklarats samt pastoralteologisk utbildning genomgåtts.

## Finland
I det autonoma Finland utfärdades nya bestämmelser för prästexamen 1824. Från 1846 ingick ett godkänt predikoprov samt offentlig bibelförklaring. 1849 blev akademisk examen krav för prästvigning. Prästexamen var sedan obligatorisk endast för dem som hade annan examen än sacri ministerii candidatus-examen.
För att bli vigd till präst i Evangelisk-lutherska kyrkan i Finland krävs idag (2016) ingen särskild prästexamen. Kraven är teologie magisterexamen och genomgånget praktikseminarium och ordinationsutbildning samt godkännande av stiftets biskop.